# Bosnisch-herzegowinische Fußballnationalmannschaft
Die bosnisch-herzegowinische Nationalmannschaft (bosnisch Nogometna/Fudbalska reprezentacija Bosne i Hercegovine / Ногометна/Фудбалска Репрезентација Босне и Херцеговине) ist die offizielle Auswahl des nationalen Fußballverbandes von Bosnien und Herzegowina (N/FSBIH). Der N/FSBIH wurde 1908 zum ersten Mal gegründet. Der Verband ging 1919 im jugoslawischen Fußballverband auf und wurde 1992 wiedergegründet. Er gehört seit 1996 der FIFA und seit 1998 der UEFA an.

## Geschichte

### Von 1905 bis zum Ersten Weltkrieg
1905 brachten bosnische Studenten aus Wien das Fußballspiel nach Bosnien-Herzegowina. Von der Stadt Mostar aus breitete sich der Fußballsport schnell in der gesamten Region aus und gewann an großer Beliebtheit. 1907 wurde ein Fußballspiel zwischen einer Mannschaft aus Split und einer aus Mostar ausgetragen, welches das erste Spiel einer bosnischen Mannschaft darstellt.
1908 wurde der erste bosnische Fußballverband gegründet. Zum Zeitpunkt des Ausbruchs des Ersten Weltkriegs existierten in Bosnien-Herzegowina über 70 eingetragene Fußballvereine. Da viele Spieler in den Rängen der Österreich-Ungarischen Armee in den Krieg zogen, kam der Spielbetrieb zum Erliegen.

### Königreich, Zweiter Weltkrieg und Jugoslawien
Nach dem Ersten Weltkrieg spaltete sich Bosnien-Herzegowina von Österreich-Ungarn ab und trat dem neugegründeten Königreich der Serben, Kroaten und Slowenen bei. Im Jahr darauf wurde der Jugoslawische Fußballverband (JFS) gegründet, der Bosnische Fußballverband ihm eingegliedert.
Nach dem Zweiten Weltkrieg wurde der Profifußball in Jugoslawien eingeführt. 1950 und 1954 wurden keine bosnischen Spieler für die jugoslawische Nationalmannschaft nominiert. Der bosnische Verband organisierte daraufhin eine eigene Auswahlmannschaft und richtete Freundschaftsspiele aus, unter anderem 1955 gegen China, wo man 6:0 gewann. Erst ab 1958 wurden häufiger bosnische Spieler in die jugoslawische Nationalmannschaft berufen, die behelfsmäßige bosnische Auswahlmannschaft wurde obsolet.
1990 führte der Bosnier Ivica Osim die jugoslawische Nationalmannschaft bei der WM in Italien bis zum Viertelfinale, bei der man erst im Elfmeterschießen gegen Weltmeister Argentinien ausschied. Ivica Osim trat nach Ausbruch der Jugoslawienkriege von seinem Amt als Teamchef zurück; der (rest-)jugoslawischen Nationalmannschaft wurde kurz vor der EM in Schweden 1992 die Teilnahme verwehrt. Dies ermöglichte dem späteren Europameister Dänemark die Teilnahme am Wettbewerb.

### Beim und nach dem Zerfall Jugoslawiens (1992–2001)
Der bosnische Fußballverband wurde 1992 nach der Abspaltung von Jugoslawien neu gegründet und nahm mit einer B-Mannschaft am „Mediterran-Cup“ 1993 in Frankreich teil. Dort bestritt sie ihr erstes Spiel gegen Algerien, welches mit einem 1:1 endete. Ein anderes Spiel im selben Turnier verlor man mit 1:3 gegen Griechenland. Auch andere Freundschaftsspiele wurden ausgetragen, wie beispielsweise gegen Fortuna Düsseldorf im August 1993. Zu diesem Zeitpunkt war die Nationalmannschaft zwar mit namhaften, ehemaligen jugoslawischen Nationalspielern wie Safet Susic, Mehmed Bazdarevic, Davor Jozic, Blaz Sliskovic, Faruk Hadzibegic, Predrag Juric und anderen gespickt, welche sich allesamt jedoch bereits im Herbst ihrer Karrieren befanden, so dass die Wenigsten unter ihnen noch, nach der Aufnahme in die FIFA 1996, offizielle Einsätze in der Nationalmannschaft verbucht haben.
Im Jahre 1994 bemühte sich Bosnien-Herzegowina um den Eintritt in die FIFA. Doch bei der Konferenz in Chicago wurde wegen der politischen Lage gegen einen Beitritt gestimmt. Das erste Länderspiel bestritt die Nationalmannschaft daher erst 1995 gegen Albanien. Man reiste mit nur 12 Spielern an und spielte in ausgeliehener Ausrüstung. Das Spiel ging mit 0:2 verloren.
1996 wurde der Verband einen Tag vor der Weltmeisterschaftsqualifikation-Auslosung in die FIFA aufgenommen, wodurch er noch in den Lostopf gelangte. Die Gegner in der Qualifikationsgruppe lauteten Dänemark, Kroatien, Slowenien und Griechenland. Ihr erstes Pflichtspiel bestritten die Bosnier im Rahmen der Qualifikation zur Fußball-Weltmeisterschaft 1998 am 1. September 1996 gegen Griechenland (0:3). Der erste Sieg in einem offiziellen Länderspiel gelang am 6. November 1996 in einem Freundschaftsspiel gegen Italien (2:1) im Asim-Ferhatović-Hase-Stadion. In diesem Spiel fiel auch das erste Länderspieltor für Bosnien-Herzegowina durch den damals 19-jährigen Hasan Salihamidžić. Nur vier Tage später gab es beim 2:1 in Ljubljana gegen Slowenien auch den ersten Pflichtspielsieg.
Die FIFA wollte, dass Bosnien-Herzegowina seine Heimspiele aus Sicherheitsgründen in Bologna (Italien) austrägt. Das erste Spiel gegen Kroatien fand auch auf italienischem Boden statt, doch nach Verbandsprotesten nahm die FIFA ihre Forderungen zurück. Bosnien-Herzegowina gewann dann in Sarajevo gegen Ex-Europameister Dänemark mit 3:0. Das erste Spiel auf einem anderen Kontinent fand am 18. Dezember 1996 in Manaus (Brasilien) statt, wo man gegen Brasilien mit 0:1 verlor.
1997 nahm die Mannschaft aus Bosnien-Herzegowina in Malaysia am Dunhill-Cup teil, bei welchem sie den zweiten Platz erreichte. 1998 bestritt man ein Freundschaftsspiel gegen ein FIFA-All-Star-Team in Sarajevo (0:1). Anlass hierfür waren einerseits der UEFA-Beitritt und andererseits der 90. Geburtstag des bosnischen Fußballverbandes. 2001 fanden drei Turniere mit bosnischer Beteiligung in Indien, Malaysia und Iran statt. Das Turnier in Indien wurde gewonnen. Beim Turnier in Malaysia traf man im Finale auf die Bundesrepublik Jugoslawien und verlor. In Iran aber wurde die Bundesrepublik Jugoslawien im Halbfinale geschlagen, das Finale gegen Iran wurde aber verloren.

### Jüngere Geschichte (2001–heute)
Bosnien und Herzegowina war in der Qualifikation zur Europameisterschaft 2004 erstmals knapp davor, sich für ein großes Turnier zu qualifizieren: Man besiegte Norwegen und Luxemburg mit 1:0 bzw. 2:0, auch Dänemark konnte in Kopenhagen mit 2:0 geschlagen werden. Erst am letzten Spieltag wurde das Ziel verpasst: Gegen Dänemark hätte ein Sieg sogar den Gruppensieg gebracht; das 1:1 reichte nicht einmal für die Play-offs.
Erneut stärker als erwartet spielte Bosnien und Herzegowina in der Qualifikation für die Weltmeisterschaft 2006. Unter anderem spielte die Auswahl zweimal Unentschieden gegen das stärker eingeschätzte Spanien und landete am Ende unter anderem vor Belgien. Wiederum verfehlte das Team am letzten Spieltag bei der 0:1-Niederlage gegen Serbien-Montenegro die Qualifikation.
Viele Spieler waren der Meinung, dass bei der Nominierung weniger Wert auf die spielerischen Fähigkeiten als auf die Nationalität gelegt wurden und dass sich der Vorstand zu sehr in die Angelegenheiten des Trainers einmischte. Dies führte dazu, dass viele der Hauptkräfte die Nationalmannschaft boykottieren. Insgesamt boykottierten 2007 anfangs 13 Spieler die bosnische Nationalmannschaft. Erst wenn das komplette Vorstandsdreiergespann des bosnischen Verbandes entlassen würde und die Spieler nach Fähigkeiten nominiert würden, wollten diese Spieler wieder zurückkehren. Der Boykott bröckelte allerdings vor den zwei Qualifikationsspielen im März 2007 etwas, so dass 8 von 13 Spielern überredet werden konnten, wieder für ihre Nation aufzulaufen.
Der Trainer Meho Kodro, der sein Amt am 5. Januar 2008 antrat, weigerte sich, mit der Nationalmannschaft zum Freundschaftsspiel nach Iran zu reisen, weil der Fußballverband das zuvor geplante Spiel gegen Polen absagte. Als Grund für die Absage nannte der N/FSBIH, dass Albanien zufälligerweise schon ein Freundschaftsspiel mit Polen am selben Datum vereinbart hat. Der wahre Grund aber war, dass Iran dem Verband umgerechnet 100.000 Euro bot, wenn diese zu einem Freundschaftsspiel anreisen würden. Der Bosnische Fußballverband stimmte zu, doch Meho Kodro weigerte sich. Als er am 15. Mai 2008 die Liste der Spieler einreichen sollte, erschien er nicht zum Termin, und der Verband setzte ihn drei Tage später vor die Tür.
Daraufhin riefen viele Fangruppen, ehemalige bosnische Fußballspieler und Fußballprofis aus Bosnien die Organisation „Spasimo bh fudbal“ (Retten wir den bosnischen Fußball) aus. Als am 1. Juni 2008 die bosnische Fußballnationalmannschaft in Zenica gegen Aserbaidschan spielte, erschienen so gut wie keine Zuschauer. Stattdessen war das Stadion in Sarajevo ausverkauft, in dem ein Freundschaftsspiel stattfand. Dieses Freundschaftsspiel hatte einen humanitären Charakter und die beiden Mannschaften hießen „Kodro and friends“ und „Bolic and friends“.
Bei der Qualifikation zur Fußball-Weltmeisterschaft 2010 in Südafrika scheiterte die bosnisch-herzegowinische Fußballnationalmannschaft knapp an einer WM-Teilnahme. Während das erste Gruppenspiel gegen Spanien auswärts nur mit 0:1 verloren wurde, gewann die Mannschaft das zweite Spiel gegen Estland mit einer überragenden Leistung mit 7:0. Gegen die Türkei verlor die Auswahl wiederum knapp mit 1:2, schlug im Heimspiel jedoch Armenien. Mit einem 4:2 gegen Belgien in Genk wahrte die Mannschaft ihre Chance für eine Teilnahme an der WM 2010. Bosnien-Herzegowina gewann dank dreier Tore gegen Ende des Spiels. Dieses Spiel wurde zwischenzeitlich abgebrochen, da bosnische Fans (Angehörige der Gruppe „BHFanaticos“) Leuchtraketen auf das Spielfeld warfen. Zuhause in Zenica fand das Rückspiel gegen Belgien statt, das 2:1 gewonnen wurde. Der Stürmer Edin Džeko erzielte für Bosnien-Herzegowina zwei Tore in der ersten Halbzeit, Belgien gelang in der 88. Minute der Anschlusstreffer. Armenien wurde ein zweites Mal besiegt, gegen die Türkei erzielte die Auswahl ein 1:1, und Estland bezwang man ebenfalls. Beim letzten Gruppenspiel in Zenica gegen Europameister Spanien unterlag Bosnien mit 2:5. Mit 19 Punkten kam Bosnien schließlich in die Play-offs, bei der die portugiesische Nationalmannschaft der Gegner war. Das Hinspiel in Portugal endete 1:0 für Portugal. Da das Rückspiel in Zenica ebenfalls 1:0 für Portugal ausging, gelang es Bosnien-Herzegowina nicht, sich für die Weltmeisterschaft in Südafrika zu qualifizieren. Edin Džeko wurde zusammen mit Wayne Rooney nach Theofanis Gekas zweitbester europäischer Torschütze der WM-Qualifikation.
Bei der Qualifikation zur Fußball-Europameisterschaft 2012 wurde die bosnisch-herzegowinische Fußballnationalmannschaft in eine Gruppe mit Frankreich, Rumänien, Albanien, Belarus und Luxemburg ausgelost. In dieser Gruppe erreichte die Mannschaft den zweiten Platz. Während der Gruppenphase wurde der bosnisch-herzegowinische Verband im März 2011 zeitweilig von der FIFA und UEFA suspendiert, weil das Statut des Verbandes nicht dem der UEFA und FIFA entsprach. Hauptsächlich ging es um das dreiköpfige Verbandspräsidium, bestehend aus je einem Kroaten, Serben und Bosniaken. Die Serben und Kroaten weigerten sich das dreiköpfige Präsidium durch nur einen Präsidenten zu ersetzen. Es wurde ein so genanntes Normalitätskomitee um Ivica Osim eingesetzt, das einen Kompromiss zu finden sollte. Ivica Osim führte Gespräche mit den Entitätsverbänden der Föderation, vor allem in den kroatisch dominierten Kantonen, und der Republika Srpska. Schließlich wurde ein Kompromiss erzielt: Es wird einen Präsidenten geben, aber im Exekutivkomitee, dass 15 Mitglieder zählt (je 5 Bosniaken, Serben und Kroaten), werden Entscheidungen mit einer Dreiviertelmehrheit verabschiedet (Forderung der Serben und Kroaten). In einer Hauptversammlung des Verbandes am 29. März 2011 wurde das neue Statut einstimmig beschlossen. Danach wurde die Suspendierung aufgehoben und damit die weitere Teilnahme der Mannschaft an der Gruppenphase sichergestellt, in der man den zweiten Platz erzielte und sich somit für die Play-offs qualifizierte. Im Hinspiel der Play-offs erreichte die Mannschaft gegen Portugal ein Unentschieden, das Rückspiel am 15. November 2011 ging im Stadion da Luz in Lissabon statt mit 2:6 verloren. Damit konnte die Mannschaft nicht die angestrebte Teilnahme an der EM 2012 erreichen. Am 15. Oktober 2013 konnte man sich aufgrund der besseren Torbilanz gegenüber Griechenland, erstmals für eine FIFA Fußball-Weltmeisterschaft qualifizieren. Bosnien startete mit einer 1:2-Niederlage gegen Argentinien. Dabei schoss Ibišević in der 85. Minute das erste WM-Tor Bosnien-Herzegowinas. Die 0:1-Niederlage gegen Nigeria im zweiten Gruppenspiel besiegelte bereits das Ausscheiden Bosnien-Herzegowinas, wobei ein regulär erzieltes Tor durch Edin Džeko vom Schiedsrichter Peter O’Leary nicht gewertet wurde. Ein Foto, das O’Leary nach dem Spiel zeigt, wie er hämisch lachend einen nigerianischen Spieler umarmt, sorgte in Bosnien für Empörung. Bosnien-Herzegowina konnten sich bisher noch nie für eine Fußball-Europameisterschaft qualifizieren.
Im August 2013 erreichte Bosnien-Herzegowina mit Platz 13 die bisher beste Platzierung in der FIFA-Weltrangliste.
Einige ältere Spieler bosnisch-herzegowinischer Herkunft spielten früher schon in der Auswahlmannschaft Jugoslawiens. Eine Auflistung siehe jugoslawische Fußballnationalmannschaft.

## Trainer
| Zeitraum              | Nationaltrainer    |
| 30.11.1995–05.11.1997 | Fuad Muzurović     |
| 14.05.1998–27.01.1999 | Džemaludin Mušović |
| 11.03.1999–09.10.1999 | Faruk Hadžibegić   |
| 11.11.1999–07.10.2001 | Mišo Smajlović     |
| 27.03.2002–11.10.2006 | Blaž Slišković     |
| 24.03.2007–17.12.2007 | Fuad Muzurović     |
| 30.01.2008–26.03.2008 | Meho Kodro         |
| 10.07.2008–12.12.2009 | Miroslav Blažević  |
| 03.03.2010–16.11.2014 | Safet Sušić        |
| 13.12.2014–10.10.2017 | Mehmed Baždarević  |
| 05.01.2018–27.11.2019 | Robert Prosinečki  |
| 21.12.2019–18.11.2020 | Dušan Bajević      |
| 21.01.2021–26.09.2022 | Iwajlo Petew       |
| 23.03.2023–20.06.2023 | Faruk Hadžibegić   |
| 08.09.2023–11.09.2023 | Meho Kodro         |
| 13.10.2023–21.03.2024 | Savo Milošević     |
| 03.06.2024–           | Sergej Barbarez    |

Die Datumsangaben zeigen, wann die Trainer ihr erstes und ihr letztes Spiel absolvierten und nicht den Amtsan- und -abtritt.

## Trikots
Die Fußballnationalmannschaft von Bosnien-Herzegowina nutzt die auf der alten bosnischen Flagge beruhenden Farben Weiß und Blau als Hauptfarben, während die Farben der Landesflagge Blau und Gelb sind. Die bosnisch-herzegowinische Mannschaft spielte einige Zeit auch in den Farben Weiß-Gold (die goldene Farbe bezog sich auf die Lilien, die das Hauptsymbol der alten bosnischen Flagge waren). Zurzeit trägt die bosnische Nationalmannschaft zu Hause blau-gelbe Trikots und weiße Trikots auswärts.

## Stadien
Die bosnische Nationalmannschaft trägt ihre Heimspiele in zwei verschiedenen Stadien in zwei unterschiedlichen Städten aus. Einmal in der Hauptstadt Sarajevo sowie in der viertgrößten Stadt des Landes, in Zenica.

### Bilino Polje
Das Stadion Bilino Polje in Zenica wurde 1972 erbaut und hat eine Kapazität von 19.000 Zuschauern. Es wird vom NK Čelik Zenica genutzt. Die bosnische Nationalmannschaft bevorzugte in den vergangenen Qualifikationsspielen meist dieses Stadion.

### Stadion Asim Ferhatović Hase
Das 1947 erbaute Stadion Asim Ferhatović Hase (bis 2014 Koševo), war Eröffnungsstätte der Olympischen Winterspiele 1984 und wurde zu diesem Zweck umfassend saniert. Das Stadion dient dem FK Sarajevo als Heimstätte, wobei Eigentümer die Gemeinde Sarajevo-Centar ist. Das Fassungsvermögen beträgt 35.000 Sitzplätze ohne Überdachung, wobei die Westtribüne für internationale Spiele nicht geöffnet werden darf, da die Sitzplätze nicht den Standards der UEFA entsprechen. Safet Sušić debütierte als Trainer von Bosnien-Herzegowina in diesem Stadion und man gewann 2:1 gegen Ghana durch Tore von Pjanic und Ibišević und Muntari. Aufgrund der bestehenden Laufbahn bevorzugen die Fans und die Spieler wegen der Nähe zum Spielfeld eher das Bilino Polje in Zenica.

### Grbavica
Am 7. Oktober 2017 bestritt die bosnisch-herzegowinische Nationalmannschaft, im Rahmen der Qualifikation für die Weltmeisterschaft in Russland 2018, gegen Belgien das erste Länderspiel im Grbavica. Zu diesem Zweck wurde das während des Bosnienkriegs stark beschädigte Stadion umfassend saniert.
Am 1. April 2017 wurde die neugebaute östliche Tribüne eröffnet, womit die Kapazität des Grbavica auf 13.449 Zuschauer anstieg.

### Hrasnica
Hier bereitet sich die bosnische Nationalmannschaft meistens auf Freundschaftsspiele und Qualifikationsspiele vor. Das Stadion gehört dem Klub FK Famos Hrasnica, der in der 1. Liga der Föderation spielt. Es hat ungefähr eine Kapazität für 5.200 Zuschauer.

## Rekordhalter und Ranglisten

### Rekordspieler
| Rang | Spieler            | Länderspieleinsätze | Zeitraum  |
| ---- | ------------------ | ------------------- | --------- |
| 1    | Edin Džeko         | 141                 | seit 2007 |
| 2    | Miralem Pjanić     | 115                 | 2008–2024 |
| 3    | Emir Spahić        | 94                  | 2003–2018 |
| 4    | Zvjezdan Misimović | 85                  | 2004–2018 |
| 5    | Vedad Ibišević     | 83                  | 2007–2018 |
| 6    | Asmir Begović      | 63                  | 2009-2020 |
| 7    | Sead Kolašinac     | 62                  | seit 2013 |
| 8    | Haris Medunjanin   | 60                  | 2009–2018 |
| 9    | Senad Lulić        | 57                  | 2008–2017 |
| 10   | Edin Višća         | 55                  | 2010–2021 |
|      | Ibrahim Šehić      | 55                  | 2010–2024 |
| 12   | Elvir Bolić        | 51                  | 1996–2006 |
| 13   | Gojko Cimirot      | 48                  | 2014–2024 |
| 14   | Sergej Barbarez    | 47                  | 1998–2006 |
|      | Muhamed Bešić      | 47                  | 2010–2022 |
|      | Sejad Salihović    | 47                  | 2007–2015 |
| 17   | Vedin Musić        | 45                  | 1995–2007 |
| 18   | Kenan Hasagić      | 44                  | 2002–2011 |
| 19   | Senijad Ibričić    | 43                  | 2005–2014 |
|      | Hasan Salihamidžić | 43 1                | 1996–2006 |
|      | Ermin Bičakčić     | 43                  | seit 2013 |
| 22   | Toni Šunjić        | 41                  | 2012–2020 |

Stand: 7. Juni 2025

### Rekordtorschützen
| Rang                                                                                 | Name (kursiv = aktiv) | Tore | Spiele | Tore/Spiel | Erstes Tor    | Letztes Tor   | Rekordhalter                                             | WM- und EM-Tore |
| ------------------------------------------------------------------------------------ | --------------------- | ---- | ------ | ---------- | ------------- | ------------- | -------------------------------------------------------- | --------------- |
| 01                                                                                   | Edin Džeko            | 68   | 141    | 0,489      | 2. Juni 2007  | 7. Juni 2025  | 1. Sep. 2012 – 11. September 2012; seit 16. Oktober 2012 | WM 2014 (1)     |
| 02                                                                                   | Vedad Ibišević        | 28   | 83     | 0,337      | 13. Okt. 2007 | 25. März 2017 |                                                          | WM 2014 (1)     |
| 03                                                                                   | Zvjezdan Misimović    | 25   | 85     | 0,306      | 31. März 2004 | 11. Okt. 2013 |                                                          |                 |
| 04                                                                                   | Elvir Bolić           | 22   | 51     | 0,431      | 6. Nov. 1996  | 9. Okt. 2005  | 20. Aug. 1997 – 7. September 2012                        |                 |
| 05                                                                                   | Miralem Pjanić        | 18   | 115    | 0,157      | 3. März 2010  | 14. Juni 2022 |                                                          | WM 2014 (1)     |
| 06                                                                                   | Sergej Barbarez       | 17   | 47     | 0,340      | 5. Sep. 1998  | 2. Sep. 2006  |                                                          |                 |
| 07                                                                                   | Elvir Baljić          | 14   | 38     | 0,368      | 19. Aug. 1998 | 2. Apr. 2003  |                                                          |                 |
| 08                                                                                   | Zlatan Muslimović     | 12   | 30     | 0,367      | 2. Sep. 2006  | 5. Sep. 2009  |                                                          |                 |
| 09                                                                                   | Edin Višća            | 10   | 55     | 0,182      | 12. Juni 2015 | 5. Sep. 2019  |                                                          |                 |
| 10                                                                                   | Haris Medunjanin      | 9    | 60     | 0,153      | 17. Nov. 2010 | 7. Okt. 2017  |                                                          |                 |
| 11                                                                                   | Milan Đurić           | 7    | 15     | 0,467      | 10. Okt. 2015 | 7. Juni 2016  |                                                          |                 |
| 12                                                                                   | Ermedin Demirović     | 4    | 33     | 0,93       | 23. Sep. 2022 | 24. März 2025 |                                                          |                 |
| Anmerkung: Bei gleicher Anzahl der Tore zählt die bessere Effektivität (Tore/Spiel). |                       |      |        |            |               |               |                                                          |                 |

Stand: 7. Juni 2025

### Rekordtorhüter
| Platz | Name (kursiv = aktiv) | Spiele | Spiele ohne Gegentor | Spiele ohne Gegentor (anteilig) | Wichtige Turniere |
| --- | --------------------- | ------ | -------------------- | ------------------------------- | ----------------- |
| 01 | Asmir Begović         | 63     | 27                   | 43 %                            | WM 2014           |
| 02 | Ibrahim Šehić         | 55     | 19                   | 35 %                            |                   |
| 03 | Kenan Hasagić         | 44     | 13                   | 27 %                            |                   |
| 04 | Mirsad Dedić          | 27     | 8                    | 30 %                            |                   |
| 50 | Nikola Vasilj         | 18     | 6                    | 36 %                            |                   |
| 60 | Goran Brašnić         | 8      | 5                    | 63 %                            |                   |
| 07 | Adnan Gušo            | 23     | 5                    | 23 %                            |                   |
| 08 | Tomislav Piplica      | 8      | 4                    | 50 %                            |                   |
| 09 | Almir Tolja           | 15     | 4                    | 27 %                            |                   |
| 10 | Jasmin Burić          | 3      | 3                    | 100 %                           |                   |
| 11 | Romeo Mitrović        | 6      | 3                    | 50 %                            |                   |
| 12 | Kenan Pirić           | 8      | 3                    | 50 %                            |                   |
| 13 | Nemanja Supić         | 8      | 3                    | 38 %                            |                   |
| 14 | Martin Zlomislić      | 1      | 0                    | 0 %                             |                   |
| Anmerkung: Bei gleicher Anzahl der Spiele ohne Gegentor entscheidet die bessere Abwehreffektivität (Spiele ohne Gegentor anteilig). |                       |        |                      |                                 |                   |

Stand: 10. Juni 2025

## Bilanzen

### Länderspielbilanzen
Die folgende Übersicht stellt die Bilanzen der bosnisch-herzegowinischen Fußballnationalmannschaft dar. In der Verlängerung entschiedene Spiele werden entsprechend ihrem Resultat, im Elfmeterschießen entschiedene Partien dagegen als Unentschieden gewertet.
Aus Gründen der Übersichtlichkeit sind hier nur Länder aufgeführt, deren jeweilige Nationalmannschaft schon mindestens fünfmal gegen Bosnien-Herzegowina gespielt hat. Eine vollständige Liste findet sich unter Länderspielbilanzen. (Stand: 17. Oktober 2023)
| Land                                    | Sp. | S | U | N | Tor- verhältnis | Tor- differenz | wichtige Begegnungen                                                      |
| --------------------------------------- | --- | - | - | - | --------------- | -------------- | ------------------------------------------------------------------------- |
| Albanien                                | 5   | 2 | 2 | 1 | 5:4             | + 1            | EM-Qualifikation 2012                                                     |
| Belgien                                 | 8   | 3 | 1 | 4 | 13:19           | − 6            | WM-Qualifikation 2006, 2010, 2018; EM-Qualifikation 2016                  |
| Dänemark                                | 6   | 2 | 2 | 2 | 8:7             | + 1            | WM-Qualifikation 1998; EM-Qualifikation 2004                              |
| Estland                                 | 7   | 5 | 1 | 1 | 21:4            | + 17           | WM-Qualifikation 2010, 2018; EM-Qualifikation 2000                        |
| Finnland                                | 7   | 3 | 2 | 2 | 12:11           | +1             | WM-Qualifikation 2022; EM-Qualifikation 2021; UEFA Nations League 2022/23 |
| Frankreich                              | 6   | 0 | 3 | 3 | 4:8             | - 4            | WM-Qualifikation 2022; EM-Qualifikation 2012                              |
| Griechenland                            | 11  | 1 | 5 | 5 | 9:17            | − 8            | WM-Qualifikation 1998, 2014, 2018; EM-Qualifikation 2008, 2021            |
| Iran                                    | 7   | 1 | 1 | 5 | 10:19           | − 9            | WM-Vorrunde 2014; LG Cup 2001 – Finale                                    |
| Italien                                 | 5   | 1 | 1 | 3 | 4:9             | − 5            | EM-Qualifikation 2021, UEFA Nations League 2020/21                        |
| BR Jugoslawien / Serbien und Montenegro | 5   | 0 | 2 | 3 | 1:6             | − 5            | WM-Qualifikation 2006; Millennium Super Cup 2001 – Vorrunde, Finale       |
| Liechtenstein                           | 10  | 9 | 1 | 0 | 35:3            | + 32           | WM-Qualifikation 2002, 2014; EM-Qualifikation 2021, 2024                  |
| Litauen                                 | 6   | 4 | 1 | 1 | 10:5            | + 5            | WM-Qualifikation 2006, 2014; EM-Qualifikation 2000                        |
| Luxemburg                               | 9   | 6 | 0 | 2 | 18:7            | + 11           | EM-Qualifikation 2004, 2012, 2024                                         |
| Nordmazedonien                          | 5   | 1 | 3 | 1 | 8:8             | ± 0            |                                                                           |
| Österreich                              | 5   | 1 | 3 | 1 | 3:4             | − 1            | WM-Qualifikation 2002; UEFA Nations League 2018/19                        |
| Portugal                                | 6   | 0 | 1 | 5 | 2:16            | − 9            | WM-Qualifikation 2006 (Playoffs); EM-Qualifikation 2012 (Playoffs), 2024  |
| Rumänien                                | 6   | 2 | 0 | 4 | 4:13            | − 9            | EM-Qualifikation 2004, 2012; UEFA Nations League 2022/23                  |
| Slowakei                                | 6   | 3 | 0 | 3 | 7:8             | − 1            | Merderka-Cup 2001; WM-Qualifikation 2014; EM-Qualifikation 2024           |
| Spanien                                 | 8   | 0 | 2 | 6 | 8:18            | − 16           | WM-Qualifikation 2002, 2006, 2010                                         |
| Türkei                                  | 6   | 2 | 2 | 2 | 7:6             | + 1            | WM-Qualifikation 2010; EM-Qualifikation 2008                              |

### Weltmeisterschaften
| Platz | Spieler          | Jahr(e) | Teiln. | Tore |
| ----- | ---------------- | ------- | ------ | ---- |
| 1     | Edin Džeko       | 2014    | 1      | 1    |
| 1     | Miralem Pjanić   | 2014    | 1      | 1    |
| 1     | Vedad Ibišević   | 2014    | 1      | 1    |
| 1     | Avdija Vršajević | 2014    | 1      | 1    |

Seit seiner Unabhängigkeit im Jahre 1992 hat sich die bosnisch-herzegowinische Fußballnationalmannschaft einmal für eine Fußball-Weltmeisterschaft qualifiziert.
Dies gelang dem Team unter Leitung von Trainer Safet Sušić am letzten Spieltag (15. Oktober 2013) gegen die litauische Auswahl, als man sich durch einen 1:0-Erfolg den Gruppensieg in Gruppe G vor der punktgleichen Mannschaft Griechenlands sicherte. Das Siegtor erzielte Vedad Ibišević in der 68. Minute.
Für die Weltmeisterschaft 2014 in Brasilien wurde Bosnien-Herzegowina gemeinsam mit Ex-Weltmeister Argentinien, dem Iran und Nigeria der Gruppe F zugelost.
Das Auftaktspiel gegen Argentinien verlor man mit 1:2, wobei dem Abwehrchef Sead Kolašinac zu Beginn des Spiels ein Eigentor unterlief. In der 85. Spielminute erzielte Vedad Ibišević den ersten bosnisch-herzegowinischen WM-Treffer in der Geschichte. Damit war bereits klar, dass man im folgenden zweiten WM-Spiel gegen Afrikameister Nigeria gewinnen musste, um die Chance auf die Qualifikation für das Achtelfinale zu wahren. Bosnien-Herzegowina verlor durch einen Treffer von Peter Odemwingie jedoch mit 0:1 und hatte keine Chance mehr auf das Weiterkommen. Am letzten Spieltag der Vorrunde gelang zumindest mit einem 3:1 gegen den Iran der erste Sieg in der bosnisch-herzegowinischen WM-Gescheichte.
Trainer Safet Sušić blieb nach dem Turnier im Amt, wurde aber nach einer 0:3-Niederlage in der Qualifikationsbegegnung für die EM 2016 gegen Israel im November 2014 entlassen. Das Amt des Trainers übernahm Mehmed Baždarević.
| Jahr | Gastgeberland      | Teilnahme bis …    | Letzter Gegner             | Platz     | Trainer           | Bemerkungen und Besonderheiten                                                   |
| ---- | ------------------ | ------------------ | -------------------------- | --------- | ----------------- | -------------------------------------------------------------------------------- |
| 1998 | Frankreich         | nicht qualifiziert | –                          | –         | Fuad Muzurović    | In der Qualifikation an Dänemark und Kroatien gescheitert.                       |
| 2002 | Südkorea und Japan | nicht qualifiziert | –                          | –         | Drago Smajlović   | In der Qualifikation an Spanien gescheitert.                                     |
| 2006 | Deutschland        | nicht qualifiziert | –                          | –         | Blaž Slišković    | In der Qualifikation an Spanien und Serbien und Montenegro gescheitert.          |
| 2010 | Südafrika          | nicht qualifiziert | –                          | –         | Miroslav Blažević | In der Qualifikation in den Playoffs der Gruppenzweiten an Portugal gescheitert. |
| 2014 | Brasilien          | Vorrunde           | Argentinien, Nigeria, Iran | 19. Platz | Safet Sušić       | Erste WM-Teilnahme                                                               |
| 2018 | Russland           | nicht qualifiziert | –                          | –         | Mehmed Baždarević | In der Qualifikation an Belgien und Griechenland gescheitert                     |
| 2022 | Katar              | nicht qualifiziert | –                          | –         | Iwajlo Petew      | In der Qualifikation an Frankreich, Ukraine und Finnland gescheitert             |

## Europameisterschaften
- 1960 bis 1992 – war Teil von Jugoslawien
- 1996 – war kein UEFA-Mitglied
- 2000 bis 2024 – nicht qualifiziert

## UEFA Nations League
- 2018/19: Liga B, 1. Platz mit 3 Siegen und 1 Remis
- 2020/21: Liga A, 4. Platz mit 2 Remis und 4 Niederlagen
- 2022/23: Liga B, 1. Platz mit 3 Siegen, 2 Remis und 1 Niederlage
- 2024/25: Liga A, 4. Platz mit 2 Remis und 4 Niederlagen